# Ouzo

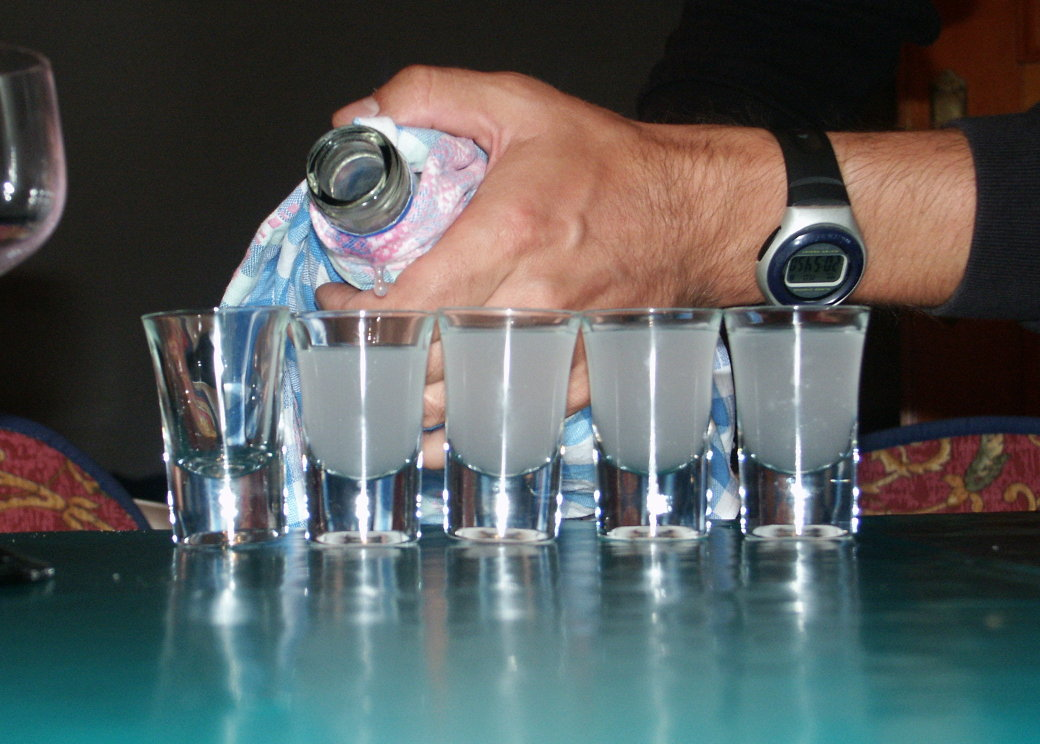
Bicchierini di ouzo

L'ouzo (in greco ούζο?) è un distillato secco ad alta gradazione alcolica (40-50 gradi) ottenuto a partire da una base costituita da mosto d'uva, sia fresca, sia passita e anice.
Viene prodotto e consumato prevalentemente in Grecia e bevuto allungato con acqua, come dissetante e aperitivo. Il nome è di origine incerta. Plomari e Agiasos, sull'isola di Lesbo, da molti vengono considerate le capitali dell'ouzo; a Plomari hanno sede gli stabilimenti Varvagiannis (Βαρβαγιάννης), il principale produttore del liquore, all'interno dei quali è presente anche un museo dell'ouzo. 

## Storia
La storia dell'ouzo non è molto chiara, ma c'è chi sostiene che il liquore derivi dal rakı, un altro distillato, il cui uso risale ai tempi dell'Impero ottomano.
La versione moderna di questa bevanda alcolica cominciò a diffondersi dopo l'indipendenza della Grecia nel XIX secolo. 
Dal 1932 si sviluppò un processo di distillazione che si serviva di distillatori di rame. Questa tecnica è diventata standard nella produzione di ouzo. 

## Ingredienti e distillazione

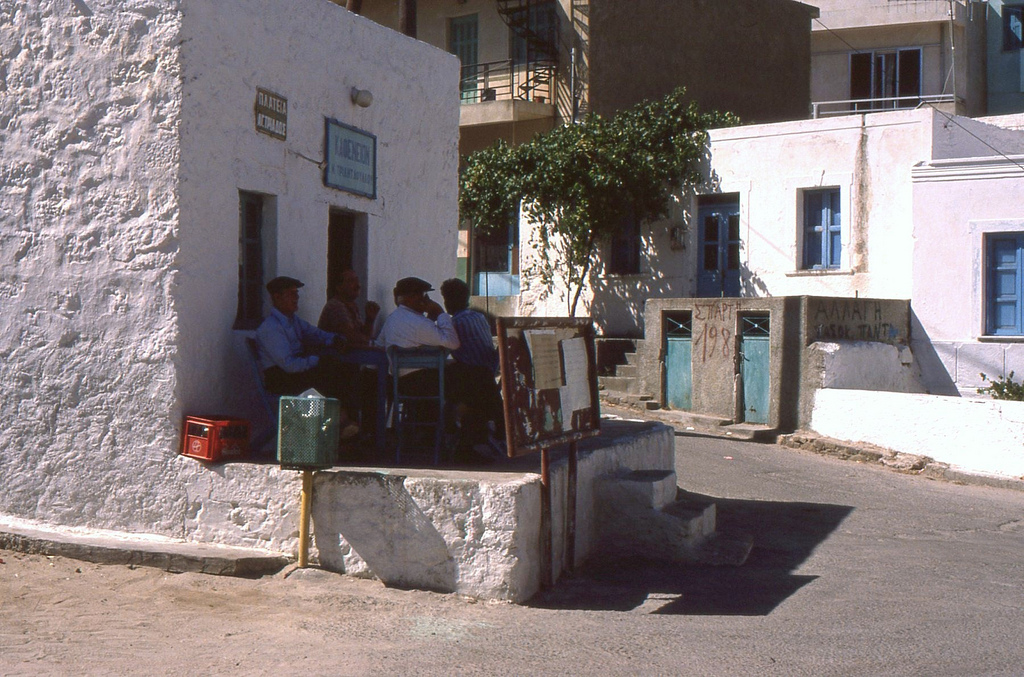
Un ouzeri sull'isola greca di Kos

La preparazione dell'ouzo comincia con la pigiatura di uva fresca e uva passa. Durante la fermentazione al composto di base vengono aggiunte altre bacche ed erbe aromatiche.
Il forte aroma che distingue l'ouzo è dovuto alla presenza di anice, ma ci sono altri ingredienti comuni: la liquirizia, il coriandolo, il chiodo di garofano, la radice di angelica, la menta, il finocchio, le nocciole, la cannella e i fiori di cedro.
L'alcol e i vari componenti vengono posti in distillatori di rame riscaldati; i tipi di ouzo di qualità superiore vengono fatti distillare più volte.
La bevanda alcolica risultante viene quindi raffreddata e lasciata riposare per diversi mesi. Infine, viene diluita con l'acqua per arrivare a una gradazione alcolica intorno ai 40 gradi.

## Consumo
In Grecia sono molto diffusi gli ouzeri (ουζέρι), locali simili ai caffè, dove l'ouzo viene servito con mezedes (μεζέδες, stuzzichini) come polpo, insalate, sardine, zucchine fritte, calamari e altri molluschi.
L'ouzo, solitamente allungato con acqua e ghiaccio, viene sorseggiato lentamente accompagnato da mezedes. Si beve in compagnia, non troppo tardi. 
Quando il liquore viene mischiato con l'acqua, perde il suo aspetto limpido e acquista un colore bianco latte, dovuto agli oli essenziali contenuti nella bevanda, solubili nell'alcol ma non nell'acqua. L'abbassamento della gradazione alcolica al di sotto dei 40 gradi causa la separazione degli oli in parti acquose e parti organiche che portano a fenomeni di diffusione della luce.

## Liquori simili
- Mistrà (liquore)
- Tsipouro
- Tutone
- Sambuca
- Pastis
- Rakı
- Arak
- Aguardiente
- Hierbas